# Naturbahnrodel-Weltcup 2010/11
Der Naturbahnrodel-Weltcup 2010/11 begann am 10. Dezember 2010 und endete am 26. Februar 2011. In den drei Disziplinen wurden jeweils sechs Saisonrennen ausgetragen. Ein Streichresultat wie in den Jahren zuvor gab es in dieser Saison nicht mehr. Saisonhöhepunkt war die Weltmeisterschaft 2011 in Umhausen vom 26. bis 30. Januar, die nicht zum Weltcup zählte.

## Damen-Einsitzer

### Ergebnisse
| Datum             | Ort           | Siegerin               | Zweite                 | Dritte            |
| ----------------- | ------------- | ---------------------- | ---------------------- | ----------------- |
| 11. Dezember 2010 | Nowouralsk    | Jekaterina Lawrentjewa | Melanie Batkowski      | Renate Gietl      |
| 12. Dezember 2010 | Nowouralsk    | Jekaterina Lawrentjewa | Melanie Batkowski      | Renate Gietl      |
| 16. Januar 2011   | Gsies         | Jekaterina Lawrentjewa | Renate Gietl           | Evelin Lanthaler  |
| 23. Januar 2011   | Kindberg      | Jekaterina Lawrentjewa | Melanie Batkowski      | Renate Gietl      |
| 13. Februar 2011  | Unterammergau | Renate Gietl           | Jekaterina Lawrentjewa | Melanie Batkowski |
| 26. Februar 2011  | Olang         | Renate Gietl           | Jekaterina Lawrentjewa | Melanie Batkowski |

### Weltcupstand
| Rang | Name                   | Punkte |
| ---- | ---------------------- | ------ |
| 01   | Jekaterina Lawrentjewa | 570    |
| 02   | Renate Gietl           | 495    |
| 03   | Melanie Batkowski      | 450    |
| 04   | Evelin Lanthaler       | 355    |
| 05   | Marlies Wagner         | 261    |
| 06   | Ljudmila Aksenenko     | 245    |
| 07   | Melanie Schwarz        | 217    |
| 08   | Alexandra Obrist       | 215    |
| 09   | Deutschland            | 180    |
| 10   | Tina Unterberger       | 162    |

| Rang | Name                | Punkte |
| ---- | ------------------- | ------ |
| 11   | Michaela Maurer     | 138    |
| 12   | Katrin Mladek       | 136    |
| 13   | Marija Komarewzewa  | 124    |
| 14   | Olga Sidorowa       | 123    |
| 15   | Petra Dragičevič    | 086    |
| 16   | Irma Karišik        | 060    |
| 17   | Wioletta Ryś        | 058    |
| 18   | Maria Manuela Danci | 052    |
| 19   | Tamara Schwarz      | 046    |

## Herren-Einsitzer

### Ergebnisse
| Datum             | Ort           | Sieger           | Zweiter             | Dritter           |
| ----------------- | ------------- | ---------------- | ------------------- | ----------------- |
| 11. Dezember 2010 | Nowouralsk    | Patrick Pigneter | Robert Batkowski    | Michael Scheikl   |
| 12. Dezember 2010 | Nowouralsk    | Patrick Pigneter | Robert Batkowski    | Gernot Schwab     |
| 16. Januar 2011   | Gsies         | Patrick Pigneter | Thomas Kammerlander | Robert Batkowski  |
| 23. Januar 2011   | Kindberg      | Rudi Resch       | Patrick Pigneter    | Anton Blasbichler |
| 13. Februar 2011  | Unterammergau | Alex Gruber      | Gernot Schwab       | Anton Blasbichler |
| 26. Februar 2011  | Olang         | Patrick Pigneter | Anton Blasbichler   | Rudi Resch        |

### Weltcupstand
| Rang | Name                  | Punkte |
| ---- | --------------------- | ------ |
| 01   | Patrick Pigneter      | 540    |
| 02   | Robert Batkowski      | 373    |
| 03   | Anton Blasbichler     | 360    |
| 04   | Rudi Resch            | 348    |
| 05   | Thomas Schopf         | 291    |
| 06   | Gernot Schwab         | 265    |
| 07   | Florian Clara         | 256    |
| 08   | Gerald Kammerlander   | 245    |
| 09   | Michael Scheikl       | 241    |
| 10   | Thomas Kammerlander   | 202    |
| 11   | Juri Talych           | 169    |
| 12   | Alex Gruber           | 160    |
| 13   | Björn Kierspel        | 158    |
| 14   | Adam Jędrzejko        | 153    |
| 15   | Florian Batkowski     | 151    |
| 16   | Damian Waniczek       | 131    |
| 17   | Florian Breitenberger | 128    |
| 18   | Stanislaw Kowschik    | 127    |

| Rang | Name                  | Punkte |
| ---- | --------------------- | ------ |
| 19   | Matic Nemc            | 112    |
| 20   | Marcus Grausam        | 103    |
| 21   | Christian Wichan      | 099    |
| 22   | Georg Maurer          | 096    |
| 23   | Hannes Clara          | 078    |
| 24   | Marjan Husner         | 072    |
| 25   | Andrzej Laszczak      | 069    |
| 26   | Andrij Tolopko        | 063    |
| 27   | Petar Sawow           | 052    |
| 28   | Bogdan Moroșan        | 051    |
| 29   | Cosmin Codin          | 050    |
| 30   | Wladimir Browtschenko | 049    |
| 31   | Galabin Bozew         | 048    |
| 32   | Stefan Gruber         | 046    |
| 33   | Miha Meglič           | 045    |
| 34   | Anton Petuschkow      | 043    |
|      | Grigori Bukin         | 043    |
| 36   | Žiga Pagon            | 042    |

| Rang | Name              | Punkte |
| ---- | ----------------- | ------ |
| 37   | Alexander Jegorow | 34     |
| 38   | Ihor Senjuk       | 30     |
|      | Kaj Johnson       | 30     |
| 40   | Florian Glatzl    | 28     |
| 41   | Florian Gruber    | 26     |
| 42   | Andrij Wertschuk  | 25     |
| 43   | Alexandru Vîlcan  | 24     |
| 44   | John Gibson       | 20     |
|      | Łukasz Goryl      | 20     |
| 46   | Greg Jones        | 19     |
|      | Ilja Tarassow     | 19     |
| 48   | Mirosław Sojka    | 16     |
| 49   | Bogdan Filimon    | 14     |
| 50   | Michael Törnquist | 12     |
| 51   | Georgi Antschow   | 09     |
| 52   | Daniel Hofmann    | 08     |

## Doppelsitzer

### Ergebnisse
| Datum             | Ort           | Sieger                          | Zweite                              | Dritte                              |
| ----------------- | ------------- | ------------------------------- | ----------------------------------- | ----------------------------------- |
| 10. Dezember 2010 | Nowouralsk    | Patrick Pigneter Florian Clara  | Pawel Porschnew Iwan Lasarew        | Christian Schatz Gerhard Mühlbacher |
| 12. Dezember 2010 | Nowouralsk    | Pawel Porschnew Iwan Lasarew    | Patrick Pigneter Florian Clara      | Alexander Jegorow Pjotr Popow       |
| 15. Januar 2011   | Gsies         | Christian Schopf Andreas Schopf | Pawel Porschnew Iwan Lasarew        | Patrick Pigneter Florian Clara      |
| 22. Januar 2011   | Kindberg      | Patrick Pigneter Florian Clara  | Pawel Porschnew Iwan Lasarew        | Christian Schopf Andreas Schopf     |
| 12. Februar 2011  | Unterammergau | Björn Kierspel Christian Wichan | Christian Schatz Gerhard Mühlbacher | Patrick Pigneter Florian Clara      |
| 25. Februar 2011  | Olang         | Patrick Pigneter Florian Clara  | Christian Schatz Gerhard Mühlbacher | Pawel Porschnew Iwan Lasarew        |

### Weltcupstand
| Rang | Name                                  | Punkte |
| ---- | ------------------------------------- | ------ |
| 01   | Patrick Pigneter – Florian Clara      | 525    |
| 02   | Pawel Porschnew – Iwan Lasarew        | 475    |
| 03   | Christian Schatz – Gerhard Mühlbacher | 410    |
| 04   | Christian Schopf – Andreas Schopf     | 345    |
| 05   | Björn Kierspel – Christian Wichan     | 242    |
| 06   | Stanislaw Kowschik – Ilja Tarassow    | 222    |
| 07   | Thomas Schopf – Andreas Schöpf        | 221    |
| 08   | Andrzej Laszczak – Damian Waniczek    | 195    |
| 09   | Florian Breitenberger – David Mair    | 138    |
| 10   | Alexander Jegorow – Pjotr Popow       | 125    |

| Rang | Name                                        | Punkte |
| ---- | ------------------------------------------- | ------ |
| 11   | Maxim Zwetkow – Denis Moissejew             | 50     |
| 12   | Christoph Knauder – Thomas Knauder          | 42     |
|      | Christoph Regensburger – Dominik Holzknecht | 42     |
| 14   | Ihor Senjuk – Andrij Wertschuk              | 39     |
| 15   | Bogdan Moroșan – Cosmin Codin               | 36     |
|      | Petar Sawow – Georgi Antschow               | 36     |
| 17   | Galabin Bozew – Petar Sawow                 | 34     |
| 18   | Łukasz Goryl – Mirosław Sojka               | 32     |
| 19   | Pawel Silin – Ilja Korobow                  | 30     |

## Nationenwertung
| Rang | Land                    | Punkte |
| ---- | ----------------------- | ------ |
| 01   | Italien                 | 3933   |
| 02   | Österreich              | 3865   |
| 03   | Russland                | 2448   |
| 04   | Deutschland             | 1016   |
| 05   | Polen                   | 0706   |
| 06   | Slowenien               | 0285   |
| 07   | Ukraine                 | 0229   |
| 08   | Rumänien                | 0227   |
| 09   | Bulgarien               | 0179   |
| 10   | Kanada                  | 0069   |
| 11   | Bosnien und Herzegowina | 0060   |
| 12   | Schweden                | 0012   |
| 13   | Schweiz                 | 0008   |